# Heilbronn
Heilbronn (izgovor [▶]) je šesti po veličini grad njemačke savezne pokrajine Baden-Württemberg. Nalazi se sjeverozapadno od Stuttgarta na rijeci Neckaru. Heilbronn je nekadašnji carski slobodni grad i sjedište je okruga Heilbronn. Heilbronn je ujedno i ekonomsko središte regije Heilbronn-Franken koja uključuje veći dio sjeveroistoka Baden-Württemberga. Nadalje, Heilbronn je poznat po vinskoj industriji i dobio je nadimak Käthchenstadt, prema Das Käthchen von Heilbronn Heinricha von Kleista.

## Geografija
Heilbronn se nalazi u sjevernom uglu sliva rijeke Neckar na dnu Wartberga (308 m). Zauzima obje obale Neckara, a najviše mjesto unutar gradskih granica je Schweinsberg s visinom od 372 metra. Heilbronn je uz park švapsko-frankonske šume i okružen je vinogradima. Heilbronn je posebno poznat kao grad vina i vinove loze, koja se u okolici grada uzgaja na ukupno 514 hektara.
Heilbronn i okolica nalaze se u sjevernom dijelu većeg gradskog područja Stuttgarta. Grad je ekonomsko središte regije Heilbronn-Franken i jedan je od četrnaest takvih gradova u master planu Baden-Württemberga iz 2002. godine. Ona također služi Abstatt, Bad Rappenau, Bad Wimpfen, Beilstein, Brackenheim, Cleebronn, Eberstatt, Ellhofen, Eppingen, Flein, Gemmingen, Güglingen, Ilsfeld, Ittlingen, Kirchardt, Lauffen am Neckar, Lehrensteinsfeld, Leingarten, Lowenstein, Massenbachhausen, Neckarwestheim, Nordheim, Obersulm, Pfaffenhofen, Schwaigern, Siegelsbach, Talheim, Untergruppenbach, Weinsberg, Wüstenrot i Zaberfeld kao regionalno gospodarsko središte.

## Vanjske poveznice
- Službena stranica (njem.)

### Ostali projekti
|  | Zajednički poslužitelj ima još gradiva o temi Heilbronn |